# Serra del Còdol-rodon
La Serra del Còdol-rodon és una serra situada al municipi d'Aguilar de Segarra, a la comarca catalana del Bages, amb una elevació màxima de 686 metres.